# 20990 Maryannehervey
A 20990 Maryannehervey (ideiglenes jelöléssel (20990) 1983 RL3) a Naprendszer kisbolygóövében található aszteroida. Henri Debehogne fedezte fel 1983. szeptember 1-én.